# 16 août 2014
Le samedi 16 août 2014 est le 228e jour de l'année 2014.

## Décès
- Dragoljub Čirić (né le 12 novembre 1935), joueur d'échecs yougoslave puis serbe
- Menie Grégoire (née le 15 août 1919), journaliste et écrivain française
- Peter Scholl-Latour (né le 9 mars 1924), journaliste et essayiste franco-allemand
- Vsevolod Nestaïko (né le 30 janvier 1930), Auteur de littérature d'enfance et de jeunesse ukrainien

## Événements
- Début de la bataille du barrage de Mossoul
- Début des jeux olympiques de la jeunesse d'été de 2014
- Fin de la route de France féminine 2014